# Dolichopus bruneifacies
Dolichopus bruneifacies är en tvåvingeart som beskrevs av Van Duzee 1933. Dolichopus bruneifacies ingår i släktet Dolichopus och familjen styltflugor.
Artens utbredningsområde är Colorado. Inga underarter finns listade i Catalogue of Life.